# Philippe Massoni
Philippe Massoni (París, 13 de gener del 1936 - París, 14 de febrer de 2015) va ser un prefecte francès i representant a Andorra dels coprínceps Jacques Chirac i Nicolas Sarkozy del 2002 al 2007, en reemplaçar Fréderic de Saint-Sernim. Fou comissari de la policia, cap de la policia de París i conseller personal de Chirac abans de ser nomenat representant del copríncep.